# أليكس ميتشيل
أليكس ميتشيل (بالإنجليزية: Alex Mitchell)‏ هو صحفي أسترالي، ولد في 9 مارس 1942.